# Cobaltgelb
Cobaltgelb, nach seiner goldgelben Farbe auch Aureolin (von lateinisch aureolus „schön aus Gold gemacht, goldartig“) genannt, ist ein feines, leichtes kristallines Pulver und wird als Pigment für Öl- und Aquarellmalerei verwendet.
Der Farbindex-Wert von Cobaltgelb ist PY40. Dies steht für Pigment Yellow 40, das heißt für den vierzigsten Eintrag in der Liste der gelben Pigmente.

## Geschichte
Kobaltgelb wurde im Jahre 1848 von Nikolaus Wolfgang Fischer erstmals beschrieben und wird seit etwa 1860 industriell hergestellt. Zur damaligen Zeit war es neben Indischgelb die einzige Lasurfarbe mit leuchtend gelber Färbung. Erst mit der Erfindung der organischen Teerfarbstoffe, die wesentlich preiswerter herzustellen waren, ging seine Verbreitung wieder zurück.

## Chemische Eigenschaften
Chemisch gesehen handelt es sich bei Aureolin um Kaliumhexanitritocobaltat(III) – mit der Formel K3[Co(NO2)6]·1,5 H2O. Es sollte nur im Neutralen verwendet werden, da es im sauren oder basischen Milieu nicht beständig ist.
Es fällt als Niederschlag aus, wenn eine Natriumhexanitrocobaltat(III)-Lösung in eine Lösung die Kaliumionen enthält (z. B. gelöstes Kaliumnitrat) zugetropft wird. Das Natriumhexanitrocobaltat(III) wird wiederum durch eine vorhergehende Oxidation des Co2+ mittels Luft (Sauerstoff) zu Co3+ in einer Lösung aus Natriumnitrit, Cobalt(II)-nitrat und Essigsäure gewonnen:
{\displaystyle \mathrm {24\ NaNO_{2}+4\ Co(NO_{3})_{2}+4\ CH_{3}COOH+O_{2}\longrightarrow } }{\displaystyle \mathrm {\ 4\ Na_{3}[Co(NO_{2})_{6}]\ +8\ NaNO_{3}\ +4\ CH_{3}COONa\ +2\ H_{2}O} }
{\displaystyle \mathrm {Na_{3}[Co(NO_{2})_{6}]\ +3\ KNO_{3}\longrightarrow \ K_{3}[Co(NO_{2})_{6}]\downarrow \ +3\ NaNO_{3}} }